# Viborgska smällen

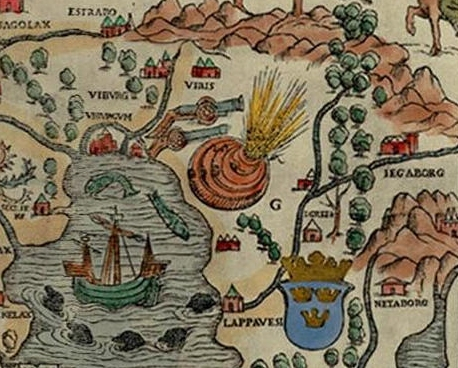
Olaus Magnus avbildade Viborgska smällen på sin Carta marina.

Viborgska smällen var en förmodligen uppdiktad händelse som skall ha inträffat den 30 november 1495, i slutet av den ryska belägringen av Viborg. När ryssarna stormade Viborgs slott tvangs de ge vika på grund av en explosion anordnad av försvararen Knut Jönsson Posse. Enligt sägnen lät han ryssarna erövra ett av fästningens torn varpå han sprängde alltsammans i luften när hela tornet var fyllt med fiender. Ryssarna tog då till flykten då de trodde att Posse stod i förbund med djävulen. 
Samtida brev av Knut Jönsson Posse från belägringen innehåller inga uppgifter om någon smäll. I Sturekrönikan förekommer uppgifter om att ett Andreaskors skall ha visat sig på himlen, och att helgonen Sankt Eriks och Sankt Olofs baner skall ha visat sig på himlen ovanför slagfältet.
Den viborgska smällen förekommer första gången år 1539 som illustration i Olaus Magnus "Carta marina", den tidigaste någorlunda korrekta kartan över Norden och Baltikum. I Historia om de nordiska folken berättar Olaus Magnus att "smällen" var en håla utanför Viborg, som användes för stadens försvar. När en fiende närmade sig staden stoppade invånarna vax i öronen och släppte ner ett djur i hålan. Djuret förde ett sådant oväsen att angriparna blev förstenade av skräck.
Den första gången historien om en smäll i samband med Knut Posses försvar av Viborg förekommer är i den svenska almanackan.[källa behövs] Historien broderades senare ut av historiker under 1600- och 1700-talen, varvid bland annat tillkom uppgifter om en "helveteskittel" som skall ha tagits av ryssarna då de år 1710 intog Viborg.